# Promozione 1936-1937
La Promozione 1936-1937 fu il 4º campionato nazionale italiano di rugby a 15 di secondo livello.
Si tenne dal 17 gennaio 1937 al 18 aprile 1937 tra 20 squadre partecipanti ripartite, durante la prima fase del torneo, in sei gironi su base geografica dalla composizione variabile da tre a quattro squadre.
Il nuovo formato prevedeva la partecipazione di sole prime squadre: per le squadre riserve venne inaugurato infatti un campionato a parte.
La formula prevedeva il passaggio ai quarti di finale delle due migliori squadre di ogni girone: ogni quarto sarebbe stato disputato da tre squadre con incontri di sola andata. Le semifinali e le finali si sarebbero disputate con incontri di andata e ritorno
Il torneo ha visto prevalere la squadra del GUF Padova che ha battuto in entrambe le sfide il GUF Napoli

## Squadre partecipanti
La composizione dei gironi della prima fase fu la seguente:

### Girone 1
- CF Milano
- CF Novara
- CF Torino
- Torino

### Girone 2
- GRF Fabio Filzi (Milano)
- GUF Parma
- GUF Pavia

### Girone 3
- CF Padova
- GUF Ferrara
- GUF Padova

### Girone 4
- GUF Firenze
- GUF Perugia
- GUF Pisa

### Girone 5
- CF Foggia
- GUF Napoli
- Parioli (Roma)

### Girone 6
- CF Catania
- CF Messina
- GUF Messina
- GUF Palermo

## Fase a gironi
Di seguito le squadre qualificate al turno successivo:
- Gruppo 1: CF Torino[4], Torino
- Gruppo 2: GRF Filzi, GUF Parma
- Gruppo 3: CF Padova, GUF Padova
- Gruppo 4: GUF Firenze, GUF Pisa
- Gruppo 5: GUF Napoli, Parioli
- Gruppo 6: CF Catania, GUF Palermo

## Quarti di finale
La composizione dei triangolari che composero i quarti fu la seguente:
- Primo quarto

GRF Filzi, GUF Padova, GUF Pavia
Alle semifinali: GUF Padova
- Secondo quarto

CF Padova, GUF Parma, Torino
Alle semifinali: GUF Parma
- Terzo quarto

GUF Firenze, GUF Palermo, Parioli
Alle semifinali: GUF Firenze
- Quarto quarto

CF Catania, GUF Napoli, GUF Pisa
Alle semifinali: GUF Napoli

## Semifinali
Gli accoppiamenti per le semifinali furono i seguenti:
- GUF Firenze - GUF Napoli
- GUF Parma - GUF Padova

## Finali
| Padova 11 aprile 1937 Andata | GUF Padova | 19 – 6 referto | GUF Napoli |  |

| Napoli 18 aprile 1937 Ritorno | GUF Napoli | 6 – 11 referto | GUF Padova |  |

## Verdetti
- GUF Padova: campione di Promozione 1936-1937[10].